# Ельсніц (Фогтланд)
Ельсніц (нім. Oelsnitz) — місто в Німеччині, розташоване в землі Саксонія. Входить до складу району Фогтланд. Складова частина об'єднання громад Ельсніц.
Площа — 53,63 км2. Населення становить 10 045 ос. (станом на 31 грудня 2020).